# شبيل بن عزرة الضبعي
شُبَيل بن عَزرة الضبعي أبو عمرو البصري النحوى هو ختن قتادة بن دعامة، تابعي، وأحد رواة الحديث النبوي من أهل البصرة. هو راوية وخطيب ونسابة وشاعر. كان يرى رأي الخوارج ثم رجع عنه. له شعر في كلا الحالين. وكتاب الغريب في اللغة. 

## روايته للحديث النبوي
- روى عن:أنس بن مالك، وحسان بن عبد الرحمن الضبعي، وشهر بن حوشب، وأَبِي حبرة شيحة بْن عَبد اللَّهِ الضبعي، وأَبِي جمرة نصر بْن عِمْران الضبعي.
- روى عنه: الأَغَر بْن مَالِك العجلي، وجعفر بْن سُلَيْمان الضبعي، والحريش بْن خالد، والسَّرِيّ بْن يحيى، وسَعِيد بْن عامر الضبعي، وشعبة بن الحجاج، وشهاب بْن خراش، ومحمد بْن سواء، ومحمد بْن ميمون أبي عَبد اللَّهِ مولى عَبْد الرحمن بْن سَمُرَة، ومحمد بن الوليد الزبيدي.[3]
- الجرح والتعديل: ذكره ابن حبان في كتاب الثقات، وقال: «ربما أخطأ»، ووثّقه يحيى بن معين، روى له أبو داود حديثًا واحدًا.[3]